# Чапша
Чапша — река в России, протекает в Алтайском крае и Республике Алтай по территории Красногорского и Турочакского районов.
Длина — 105 км, площадь водосборного бассейна — 932 км².
Берёт начало на границы Алтайского края, по территории которого протекает большей частью, и Республики Алтай на высоте более 339 м над уровнем моря. Впадает в реку Ишу в 54 км от её устья по правому берегу.
Ширина реки в нижнем течении — 10—13 м, глубина — 0,8—1,4 м, дно твёрдое. По данным наблюдений с 1963 по 2000 год среднегодовой расход воды в 12 км от устья составляет 8,59 м³/с. Максимальный расход зафиксирован в мае 1966 года (84,4 м³/с), минимальный — в феврале 1998 года (0,11 м³/с).
На берегу реки находятся посёлки Чапша, Егона, Ужлеп и районный центр — село Красногорское.

## Бассейн
- 4 км: Ужелеп
- Размашкина
- Каменная
- 14 км: Барда
  - 1 км: Чувыр
    - Поперечная
- Филипповка
- Средний Ключ
- 21 км: Егона
  - Солонешная
  - Чёрная
- Малиновский
- Большой
- Большая Речка
- Калташ
  - Чеучак
- Кашкара
- Большой Карабаяк
- 64 км: Ужлеп
- Бусыгина
- Прянишниковский
- Изречек
- Оклюзень
- Косаревский
- Узак
- Кедровка
- Тютюльга

## Данные водного реестра
По данным государственного водного реестра России и геоинформационной системы водохозяйственного районирования территории РФ, подготовленным Федеральным агентством водных ресурсов:
- Бассейновый округ — Верхнеобский
- Речной бассейн — (Верхняя) Обь до впадения Иртыша
- Речной подбассейн — Бия и Катунь
- Водохозяйственный участок — Катунь